# Chiesa di San Pietro in Vincoli (Bienno)
La chiesa di San Pietro in Vincoli è un luogo di culto di Bienno in provincia di Brescia e diocesi di Brescia sconsacrato.

## Storia
La chiesa si trova sulla viabile che collega Bienno a Breno ed è conosciuta come “Hant Pèder Huk”. La leggenda vuole che la sua edificazione fosse stata ordinata da Carlo Magno che nel 774 aveva infeudato la val Camonica e la val Seriana per il monastero di San Martino di Tours. La leggenda vuole che l'imperatore attraversò tutta la valle obbligando i castellani e i villani dell'VIII secolo al cristianesimo, leggenda che cita località e castelli di cui vi è traccia documentata. Si narra che quando giunse a Lovere vinse il giudeo Alloro facendo edificare la chiesa di San Giovanni e giunto in Valgrigna fece costruire nuove chiese tra le quali quella di San Pietro in Such al castellano di Bienno.
I documenti si fermano alla leggenda senza dare conferma a quanto si tramanda solo oralmente. Le poche informazioni che si hanno sulla chiesa indicano che si presentava già in stato di degrado nel 1707.

## Descrizione
La chiesa fu edificata nel Cinquecento, come indicherebbe la conformazione muraria, e si presenta nel classico orientamento con abside a est e ingresso a ovest dove è presente il portale in legno completo di paraste e architrave con un'apertura a lunetta superiore atta a illuminare l'unica navata interna. Il lato a meridione ospita il porticato a cui si accede da due grandi aperture a tutto sesto, mentre il lato a sud ha due aperture che collegano a un ingresso laterale. La struttura è completa da un piccolo campanile a vela, posto sulla parte dell'abside. 
L'interno, a navata unica, ospitava una tela d'ottima fattura raffigurante San Pietro alle prigioni che è poi stata rimossa e conservata dall'amministrazione comunale nei locali del municipio con il paliotto dell'unico altare. La chiesa si presenta in stato di abbandono. 
Il prato che la circonda delimitato da un cordolo, facente da sagrato, ospita una struttura composta da utensili da fabbro di grandi dimensioni a indicare l'attività di lavorazione del ferro della cittadina di Bienno.